# Gigantophasma bicolor
Gigantophasma bicolor är en insektsart som beskrevs av Sharp 1898. Gigantophasma bicolor ingår i släktet Gigantophasma och familjen Phasmatidae. Inga underarter finns listade i Catalogue of Life.